# 花崎正晴
花崎 正晴（はなざき まさはる、1957年 - ）は、日本の経済学者。一橋大学名誉教授。
東京都生まれ。1979年早稲田大学政治経済学部卒、1983年同大学院博士課程中退、日本開発銀行設備投資研究所所員、1985-1987年OECD経済統計局 トレーニーおよびコンサルタント、1994-1995年ブルッキングス研究所客員研究員、1997年日本開発銀行設備投資研究所主任研究員、2000年一橋大学経済研究所助教授、2003年日本政策投資銀行設備投資研究所副所長、2007-2012年所長、2007年一橋大学大学院商学研究科客員教授、2012年教授となる。2020年埼玉学園大学経済経営学部教授、一橋大学名誉教授。2008年第50回エコノミスト賞受賞。2010年「企業金融とコーポレート・ガバナンス 情報と制度からのアプローチ」で早稲田大学より経済学博士の学位を取得。

## 著書
- 『アメリカの貿易赤字日本の貿易黒字 金融国際化と不均衡調整問題』東洋経済新報社 1996
- 『企業金融とコーポレート・ガバナンス 情報と制度からのアプローチ』東京大学出版会 2008
- 『コーポレート・ガバナンス』岩波新書 2014

### 共編著
- 『日・米・アジアNIEsの国際競争力 為替レート変動との相互関連』松本和幸共著 東洋経済新報社 1989
- 『金融システムの経済学 社会的共通資本の視点から』宇沢弘文共編 東京大学出版会 2000
- 『アメリカ型経済社会の二面性 市場論理と社会的枠組』渋谷博史,井村進哉共編 東京大学出版会 2001
- 『コーポレート・ガバナンスの経済分析 変革期の日本と金融危機後の東アジア』寺西重郎共編 東京大学出版会 2003
- 『経済制度の生成と設計』鈴村興太郎,長岡貞男共編 東京大学出版会 2006
- 『東日本大震災復興への提言 持続可能な経済社会の構築』伊藤滋,奥野正寛,大西隆共編 東京大学出版会 2011
- 『金融システムと金融規制の経済分析』大瀧雅之,随清遠共編著 勁草書房 2013
- 『日本経済 変革期の金融と企業行動』堀内昭義,中村純一共編 東京大学出版会 2014

## 論文
- <花崎正晴